# Фергюссон, Юэн
Юэн Фергюссон (англ. Ewen Alastair John Fergusson; 28 октября 1932 — 20 апреля 2017) — британский дипломат. Почётный доктор права (LLD) Абердинского университета. Чрезвычайный и Полномочный Посол Великобритании в ЮАР (1982—1984) и во Франции (1987—1992).

## Биография
Обучался в школе Рагби и оксфордском Oriel-колледже. Получил степень магистра искусств.
После двух лет службы в Королевском стрелковом корпусе в 1956 году поступил на дипломатическую службу.
В 1975—1978 годах — старший личный секретарь министра иностранных дел Великобритании.
- 1982—1984 гг. — Чрезвычайный и Полномочный Посол Великобритании в ЮАР,
- 1984—1987 гг. — заместитель государственного секретаря в министерстве иностранных дел Великобритании,
- 1987—1992 гг. — Чрезвычайный и Полномочный Посол Великобритании во Франции.

В 1993—1999 годах глава Coutts & Co. и в 1994—1998 годах одновременно возглавлял Savoy Hotel Group. Также с 1993 года являлся одним из директоров British Telecommunications.
В 1995—2002 годах — председатель правления школы Рагби. В 1995—2002 годах — член правления Лондонской Национальной галереи.
В 1996—2007 годах являлся главным герольдом (англ. King of Arms) ордена Святого Михаила и Святого Георгия.

## Награды и звания
- Рыцарь Великого Креста ордена Святого Михаила и Святого Георгия (1993, рыцарь-командор 1987)
- Рыцарь Великого Креста Королевского Викторианского ордена (1992)
- Гранд-офицер ордена Почётного легиона

## Семья
Супруга (с 12.12.1959) Сара Кэролин Гордон-Леннокс (р. 12.05.1933), дочь бригадного генерала британской армии лорда Эсме Чарльза Гордон-Леннокс и его супруги Розамонд Л. Палмер, в свою очередь дочери вице-адмирала Нормана Крейга Палмера. Две дочери и сын.